# Кён, Жанетт
Жанетт Кён (швед. Jeanette Köhn, полное имя Jeanette Rosie Köhn; род. 1968) — шведская концертная и оперная певица (сопрано).

## Биография
Родилась 24 февраля 1968 года.
Получила музыкальное образование в Стокгольме в Королевской высшей музыкальной школе. Также училась у Джеффри Парсонса в Лондоне и Уоррена Джонса в Нью-Йорке.
Стала разносторонней певицей: являлась солисткой хора Radiokören, пела мюзиклы в Oscarsteatern и выступала в опере Дроттнингхольмского придворного театра. Участвовала в десятках записей своих произведений, её первый сольный альбом Arkipelag со скандинавскими романсами получил изысканные отзывы.
Роли Жанетт Кён в опере и оперетте включают: Памину в «Волшебной флейте», Фьордилиджи в «Так поступают все женщины», Констанцы в «Похищении из сераля», Сюзанны в «Свадьбе Фигаро», донны Эльвиры в «Дон Жуане», Мюзетты в «Богеме», Энн (дочь Трулава) в «Похождениях повесы» и Розалинды в «Летучей мыши».
Вместе с оперными певцами Мириам Трейхл и Катией Драгоевич Жанетт продюсировала и участвовала летом 2007 года в постановке «Vildvuxet» в саду Rosendals trädgård на острове Юргорден в Стокгольме. По настойчивым просьбам публики вторая постановка состоялась в 2008 году также в Стокгольме на крыше арт-центра Kulturhuset.
В 2010 году Жанетт Кён была солисткой на первом исполнении произведения — гимна для сопрано (Hymn) Карин Ренквист, который был исполнен на свадебной церемонии кронпринцессы Виктории и Даниэля Вестлинга.
В январе 2013 года она участвовала в записи «New Eyes on Baroque», вместе с Йоханом Норбергом, Йонасом Кнутссоном, Евой Крузе и Нильсом Ландгреном с хором Radiokören под руководством Густава Шёквиста.
В Рождественские дни 2006, 2008, 2009, 2010, 2012, 2014 и 2015 годов певица участвовала в знаменитом рождественском турне Нильса Ландгрена «Рождество с друзьями» по Германии и Швеции.
В 1996 году Жанетт Кён была удостоена шведской театральной премии Золотая маска за лучшую женскую роль второго плана (роль Роксаны в «Cyrano» в Oscarsteatern).